# ولادیمیر نیکلایخف
ولادیمیر نیکلایخف (به انگلیسی: Volodymyr Nikolaychuk) (زادهٔ ۲۹ آوریل ۱۹۷۵) شناگر اهل اوکراین است.